# Byrrhomorpha verres
Byrrhomorpha verres är en skalbaggsart som beskrevs av Blackburn 1892. Byrrhomorpha verres ingår i släktet Byrrhomorpha och familjen Melolonthidae. Inga underarter finns listade.